# Ciclismo nos Jogos Olímpicos de Verão de 2008 - Perseguição por equipes masculino

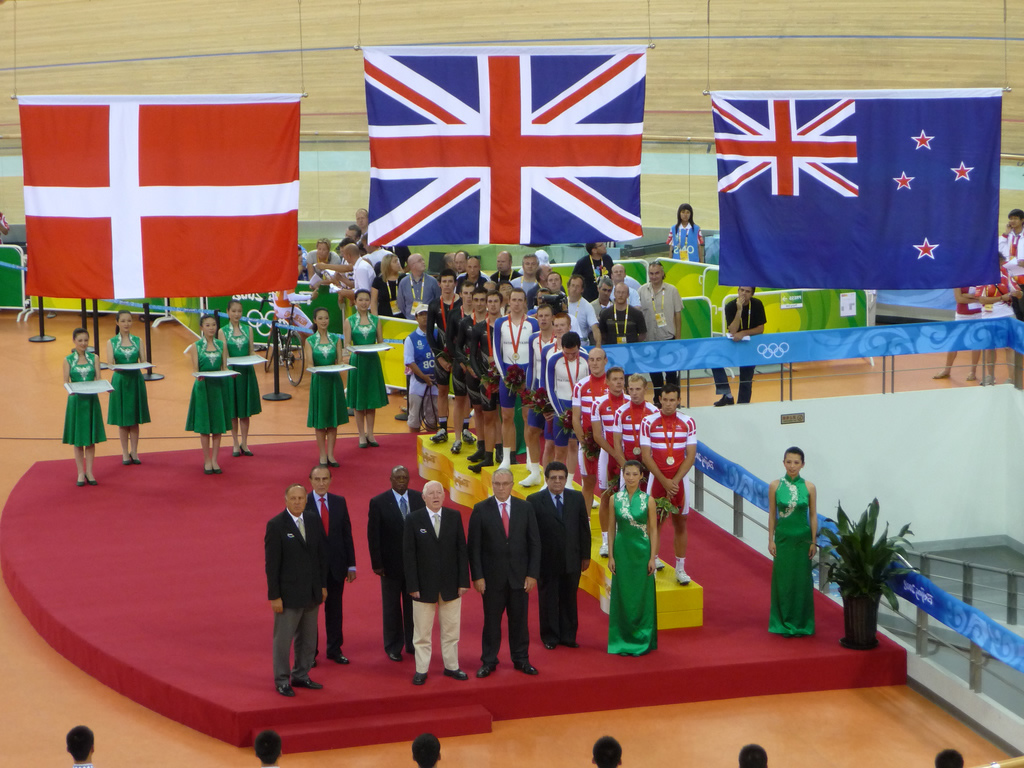
Cerimônia de entrega das medalhas da prova de perseguição por equipes.

A prova de perseguição por equipes do ciclismo olímpico ocorreu entre 17 e 18 de agosto no Velódromo Laoshan.

## Medalhistas
|  | GBR Grã-Bretanha                                      |  | DEN Dinamarca                                                                                  |  | NZL Nova Zelândia                                                |
|  | Ed Clancy Paul Manning Geraint Thomas Bradley Wiggins |  | Alex Nicki Rasmussen Michael Mørkøv Casper Jørgensen Jens-Erik Madsen Michael Færk Christensen |  | Sam Bewley Jesse Sergent Hayden Roulston Marc Ryan Westley Gough |

## Qualificatória
As dez equipes fizeram uma tomada de tempo de 4000m. Os oito melhores tempos se classificaram para as semifinais.
| Pos. | País              | Tempo    |
| ---- | ----------------- | -------- |
| 1    | GBR Grã-Bretanha  | 3:57.101 |
| 2    | NZL Nova Zelândia | 3:59.277 |
| 3    | AUS Austrália     | 4:02.041 |
| 4    | DEN Dinamarca     | 4:02.191 |
| 5    | FRA França        | 4:03.679 |
| 6    | NED Países Baixos | 4:04.846 |
| 7    | ESP Espanha       | 4:06.509 |
| 8    | RUS Rússia        | 4:06.518 |
| 9    | UKR Ucrânia       | 4:07.883 |
| 10   | COL Colômbia      | 4:11.397 |

## Semifinais
Nas semifinais, as duas equipes de cada bateria foram colocadas em lados opostos da pista. Vence a prova o país cujo terceiro ciclista ultrapassar o terceiro da equipe adversária, ou, no caso de isso não acontecer, vence o país com o menor tempo. Os confrontos foram definidos com base nos tempos das equipes na tomada de tempo (a melhor equipe enfrentou a oitava colocada, a segunda enfrentou a sétima e assim por diante).
- OVL - Ultrapassado
- DSQ - Desclassificado

| País          | Tempo    | Pos. |
| ------------- | -------- | ---- |
| DEN Dinamarca | 3:56.831 | 2    |
| FRA França    | DSQ      | —    |

| País              | Tempo    | Pos. |
| ----------------- | -------- | ---- |
| AUS Austrália     | 3:58.633 | 4    |
| NED Países Baixos | OVL      | —    |

| País              | Tempo    | Pos. |
| ----------------- | -------- | ---- |
| NZL Nova Zelândia | 3:57.536 | 3    |
| ESP Espanha       | OVL      | —    |

| País             | Tempo       | Pos. |
| ---------------- | ----------- | ---- |
| GBR Grã-Bretanha | 3:55.202 WR | 1    |
| RUS Rússia       | OVL         | —    |

## Disputas de medalhas
| País              | Tempo    | Pos. |
| ----------------- | -------- | ---- |
| NZL Nova Zelândia | 3:57.776 |      |
| AUS Austrália     | 3:59.006 | 4    |

| País             | Tempo       | Pos. |
| ---------------- | ----------- | ---- |
| GBR Grã-Bretanha | 3:53.314 WR |      |
| DEN Dinamarca    | 4:00.040    |      |